# Little Mix
Little Mix — британская гёрл-группа, образованная в 2011 году и ставшая победителем восьмого сезона шоу The X Factor. Два первых сингла группы, «Cannonball», достигли первого места в британском чарте. В ноябре 2012 года Little Mix выпустили дебютный студийный альбом DNA, который достиг третьего места в британском чарте. На данный момент группа выпустила 18 синглов и клипы на них — «Wings», «DNA», «Change Your Life», «How Ya Doin'?», «Move», «Little Me», «Word up», «Salute», «Black Magic», «Love Me Like You», «Secret Love Song», «Hair», «Shout Out To My Ex», «Touch», «No More Sad Songs», «Power», «Reggaeton Lento» и «Woman Like Me», «Think About Us».
Четыре будущих участницы группы, Джейд Фёруолл, Перри Эдвардс, Джеси Нельсон и Ли-Энн Пиннок, пришли на прослушивание в популярное шоу талантов The X Factor в качестве сольных исполнительниц, и уже организаторы шоу решили объединить девушек в группу. Изначально коллектив назывался Rhythmix, но затем название было изменено, поскольку в Брайтоне имелась благотворительная организация с таким названием. В итоге Little Mix оказались первой группой, ставшей победителем шоу за его восьмилетнюю историю.

## 2011 год: Формирование иThe X Factor
Перри Эдвардс, Джеси Нельсон, Ли-Энн Пиннок и Джейд Фёруолл успешно прошли прослушивания на The X Factor как соло исполнительницы в 2011 году, но провалились на первом испытании тренировочного этапа. Однако судьи решили дать им ещё один шанс стать частью категории «Группы». Судьи решили отправить Эдвардс и Нельсон в квартет Faux Pas, а Фёруолл и Пиннок — в трио Orion. Однако обе группы провалились на прослушиваниях. Позже двух девушек из каждой группы вызвали на сцену, чтобы впоследствии создать группу Little Mix. Это привело их в дома судей.

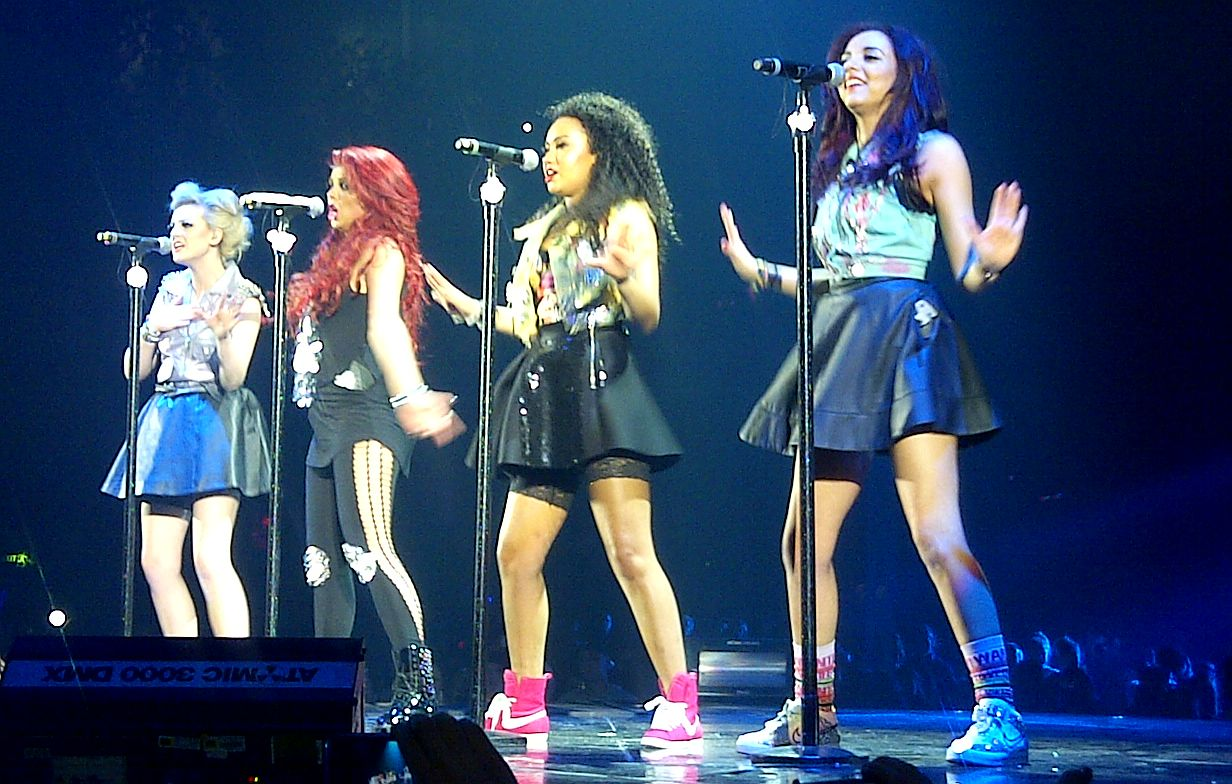
Little Mix на выступлении в 2012 году

В конечном счёте они добрались до живых выступлений и их наставницей стала Тулиса Контоставлос. 26 октября 2011 года Rhythmix сообщили, что они изменят своё название после диспута с благотворительной организацией в Брайтоне, у которой точно такое же название. 11 декабря 2011 года Little Mix стали первой группой, победившей за всю восьмилетнюю историю шоу. Их победным синглом стал кавер на песню Дэмьена Райса «Cannonball», который был выпущен 11 декабря 2011 года, а на CD — 14 декабря. Документальны фильм «The X Factor: История победителей» был показан на канале ITV2 17 декабря 2011 года.
Их дебютный сингл возглавил UK Singles Chart 18 декабря 2011 года.

### Выступления наThe X Factor
Little Mix (Rhythmix до 4 четвёртого живого выступления) выступали со следующими песнями на The X Factor:
| Выступления на The X Factor | Выступления на The X Factor                                          | Выступления на The X Factor                                          | Выступления на The X Factor                                          | Выступления на The X Factor                                          | Выступления на The X Factor           | Выступления на The X Factor     |
| Шоу                         | Песня                                                                | Песня                                                                | Песня                                                                | Песня                                                                | Тема                                  | Результат                       |
| Шоу                         | Перри Эдвардс                                                        | Джеси Нельсон                                                        | Ли-Энн Пиннок                                                        | Джейд Фёруолл                                                        | Тема                                  | Результат                       |
| --------------------------- | -------------------------------------------------------------------- | -------------------------------------------------------------------- | -------------------------------------------------------------------- | -------------------------------------------------------------------- | ------------------------------------- | ------------------------------- |
| Прослушивания               | «You Oughta Know»                                                    | «Bust Your Windows»                                                  | «Only Girl (In the World)»                                           | «I Wanna Hold Your Hand»                                             | Свободный выбор                       | Тренировочный этап              |
| Тренировочный этап 1        | «Breakeven»                                                          | «Price Tag»                                                          | «Price Tag»                                                          | «Firework»                                                           | Тренировочное состязание              | Прошли в категорию «Группы» [a] |
| Тренировочный этап 2        | «Survivor» (с 'Faux Pas')                                            | «Survivor» (с 'Faux Pas')                                            | «Yeah 3x» (с 'Orion')                                                | «Yeah 3x» (с 'Orion')                                                | Свободный выбор                       | Перегруппированы в дома судей   |
| Дома судей                  | «Big Girls Don’t Cry»                                                | «Big Girls Don’t Cry»                                                | «Big Girls Don’t Cry»                                                | «Big Girls Don’t Cry»                                                | Свободный выбор                       | Допущены к живым выступлениям   |
| Дома судей                  | «Cry Me a River»                                                     |                                                                      |                                                                      |                                                                      | Свободный выбор                       | Допущены к живым выступлениям   |
| Живое выступление 1         | «Super Bass»                                                         | «Super Bass»                                                         | «Super Bass»                                                         | «Super Bass»                                                         | Британия против Америки               | Спасены Тулисой Контоставлос    |
| Живое выступление 2         | «I’m Like a Bird»                                                    | «I’m Like a Bird»                                                    | «I’m Like a Bird»                                                    | «I’m Like a Bird»                                                    | Любовь и расставания                  | В безопасности (4 место)        |
| Живое выступление 3         | «Tik Tok»/«Push It»                                                  | «Tik Tok»/«Push It»                                                  | «Tik Tok»/«Push It»                                                  | «Tik Tok»/«Push It»                                                  | Рок                                   | В безопасности (6 место)        |
| Живое выступление 4         | «E.T.»                                                               | «E.T.»                                                               | «E.T.»                                                               | «E.T.»                                                               | Хэллоуин                              | В безопасности (2 место)        |
| Живое выступление 5         | «Don’t Stop the Music»                                               | «Don’t Stop the Music»                                               | «Don’t Stop the Music»                                               | «Don’t Stop the Music»                                               | На танцполе                           | В безопасности (4 место)        |
| Живое выступление 6         | «Telephone»/«Radio Ga Ga»                                            | «Telephone»/«Radio Ga Ga»                                            | «Telephone»/«Radio Ga Ga»                                            | «Telephone»/«Radio Ga Ga»                                            | Леди Гага против Queen                | В безопасности (3 место)        |
| Живое выступление 7         | «Don’t Let Go (Love)»                                                | «Don’t Let Go (Love)»                                                | «Don’t Let Go (Love)»                                                | «Don’t Let Go (Love)»                                                | Фильмы                                | В безопасности (1 место)        |
| Живое выступление 8         | «Baby»/«Where Did Our Love Go»                                       | «Baby»/«Where Did Our Love Go»                                       | «Baby»/«Where Did Our Love Go»                                       | «Baby»/«Where Did Our Love Go»                                       | Запретный плод                        | В безопасности (2 место)        |
| Живое выступление 8         | «Beautiful»                                                          | «Beautiful»                                                          | «Beautiful»                                                          | «Beautiful»                                                          | Герои                                 | В безопасности (2 место)        |
| Полуфинал                   | «You Keep Me Hangin’ On»                                             | «You Keep Me Hangin’ On»                                             | «You Keep Me Hangin’ On»                                             | «You Keep Me Hangin’ On»                                             | Motown Records                        | В безопасности (1 место)        |
| Полуфинал                   | «If I Were a Boy»                                                    | «If I Were a Boy»                                                    | «If I Were a Boy»                                                    | «If I Were a Boy»                                                    | Песня, которая поможет пройти в финал | В безопасности (1 место)        |
| Финал                       | «You’ve Got the Love»                                                | «You’ve Got the Love»                                                | «You’ve Got the Love»                                                | «You’ve Got the Love»                                                | Свободный выбор                       | В безопасности (1 место)        |
| Финал                       | «If I Ain’t Got You»/«Empire State of Mind» (с Тулисой Контоставлос) | «If I Ain’t Got You»/«Empire State of Mind» (с Тулисой Контоставлос) | «If I Ain’t Got You»/«Empire State of Mind» (с Тулисой Контоставлос) | «If I Ain’t Got You»/«Empire State of Mind» (с Тулисой Контоставлос) | Дуэт с наставником                    | В безопасности (1 место)        |
| Финал                       | «Don’t Let Go (Love)»                                                | «Don’t Let Go (Love)»                                                | «Don’t Let Go (Love)»                                                | «Don’t Let Go (Love)»                                                | Любимое выступление                   | Победители (1 место)            |
| Финал                       | «Silent Night»                                                       | «Silent Night»                                                       | «Silent Night»                                                       | «Silent Night»                                                       | Рождество                             | Победители (1 место)            |
| Финал                       | «Cannonball»                                                         | «Cannonball»                                                         | «Cannonball»                                                         | «Cannonball»                                                         | Песня победителя                      | Победители (1 место)            |

## Карьера

### 2012—13:DNA

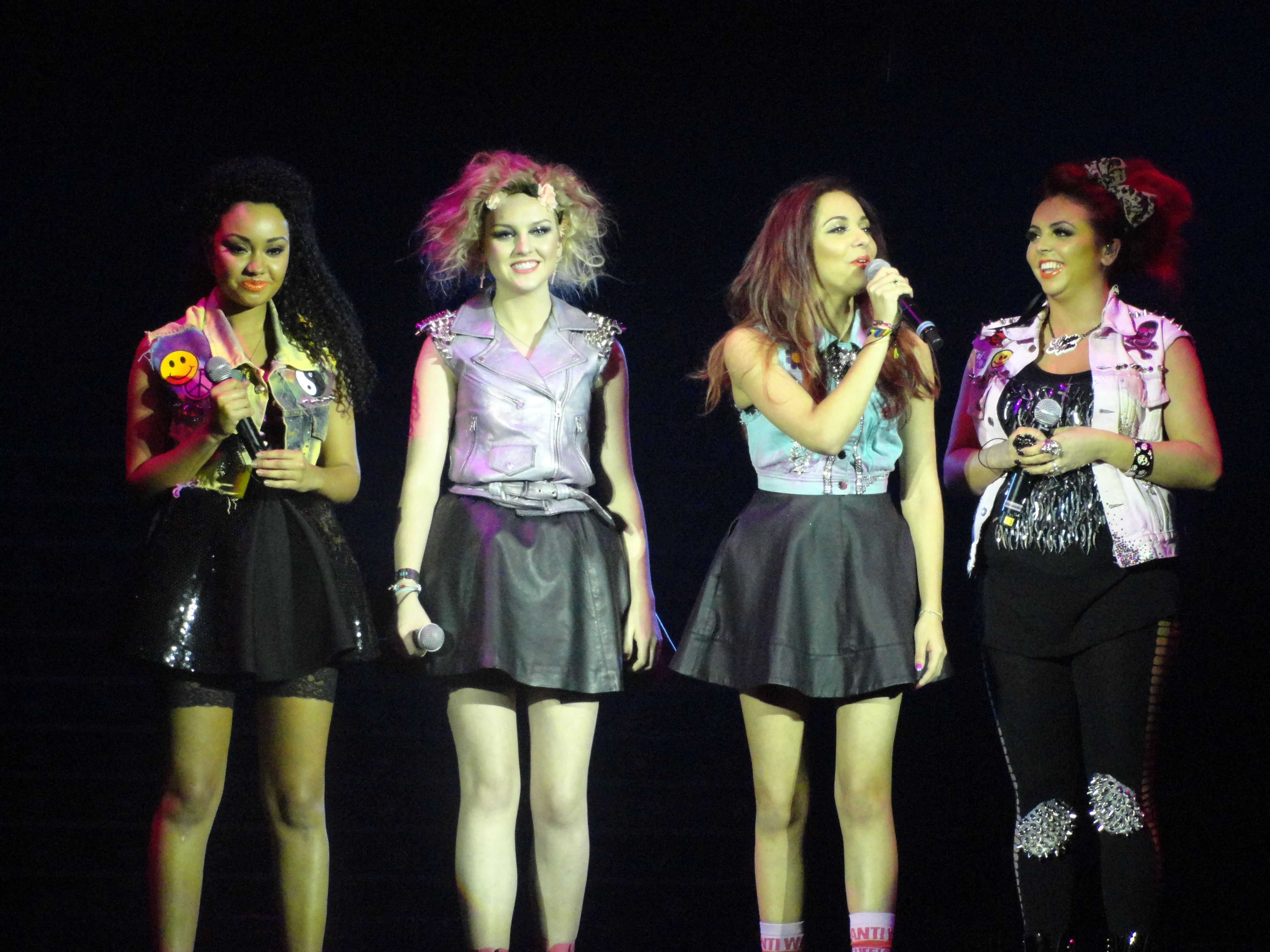
Little Mix на выступлении в 2012 году

Ходили слухи, что Гэри Барлоу и Бифф Станнард пишут песни для их первого альбома, хотя девушки отрицали, что некоторые песни были написаны Барлоу. 25 января 2012 года группа появилась на церемонии National Television Awards и исполнила песню группы En Vogue «Don’t Let Go (Love)». Во время одного из интервью они подтвердили, что пишут песни для своего нового альбома и вскоре планируют выпустить их следующий сингл. 30 мая квартет объявил через Твиткам, что их следующий сингл будет называться «Wings». Это было объявлено после их участии в ток-шоу Alan Carr: Chatty Man. Группа впервые выступила с синглом на фестивале T4 on the Beach 1 июля. «Wings» впервые прозвучала в эфире «BBC Radio 1» 2 июля. Сингл дебютировал с первой строчки. 25 июля 2012 года вышел клип на песню «Wings». В сентябре 2012 года Little Mix заявили, что их альбом будет называться DNA и выйдет 19 ноября 2012 года. 1 октября Little Mix опубликовали на YouTube видео с текстом их второго сингла «DNA». Клип вышел 19 октября 2012 года. Группа вернулась на The X Factor 11 ноября, чтобы выступить с песней «DNA». Также они дали интервью на шоу и выступили с акустической версией песни «Wings». 13 ноября они дали интервью на BBC Radio 1 и исполнили кавер на песню группы Mumford & Sons «I Will Wait». 8 января 2013 года стало известно, что они подписали контракт с Columbia Records в Северной Америке. Композиция «Wings» была выпущена, как их дебютный сингл в Америке 5 февраля 2013 года. 3 февраля 2013 года вышел их третий сингл «Change Your Life», который достиг 12 строчки в UK Singles Chart. 4 марта 2013 года было объявлено, что «How Ya Doin'?» станет четвёртым синглом из их дебютного альбома.
14 марта 2013 года Little Mix сообщили порталу Digital Spy, что в их втором альбоме будет больше R&B. Нельсон добавила: "Лично я хочу, чтобы он был более танцевальным. Чтобы песня заставляла тебя двигаться, когда ты слышишь её в клубе. Не так, как у Дэвида Гетты, но больше R&B, как у Ив и Гвен Стефани в песне «Let Me Blow Your Mind». Также они сообщили, что начнут готовить материал в следующем месяце.
21 марта 2013 года Little Mix сообщили, что их сингл «How Ya Doin'?» будет записан с обладательницей Грэмми Мисси Эллиотт.

### 2013—14:Salute

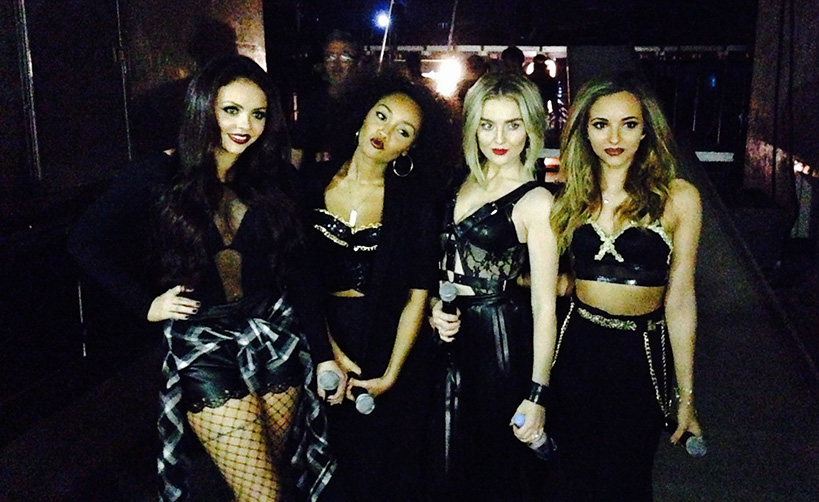
Little Mix в феврале 2014.

В марте 2013 Little Mix начали свою первую рекламную кампанию в США. В многочисленных интервью на радио и для веб-сайтов девушки говорили, что начнут работу над вторым альбомом в апреле. Альбом был записан в период с июня по сентябрь 2013. В процессе создания пластинки группа работала с такими продюсерами, как TMS, Future Cut, Steve Mac, Fred Ball, MNEK, Nathan Duvall и Biffco.

В интервью для «Digital Spy» в марте 2013, Little Mix сказали, что хотят иметь в альбоме больше звучания R&B. 19 сентября 2013 группа провела «LiveStream», во время которого заявила, что запись альбома завершена. Во время того же «LiveStream» Little Mix анонсировали, что премьера лид-сингла «Move» состоится 23 сентября на радио. 
4 октября на своей странице в YouTube группа выложила видео, из которого фанаты узнали название нового альбома, а также, что предзаказ альбома на iTunes будет открыт 7 октября. В некоторых странах альбом был выпущен 8 ноября 2013. В Великобритании «Salute» вышел 11 ноября. В США релиз альбома состоялся 4 февраля 2014.
23 сентября 2013 года состоялась премьера сингла «Move» на BBC Radio 1. Над синглом Little Mix работали с Нейтаном Дюваллем и R&B-продюсером Мейганом Коттоном (Maegan Cottone). «Move» была выпущена 7 октября в Австралии и Новой Зеландии. В Британии сингл вышел 3 ноября.. Little Mix выступили с «Move» в пятом сезоне австралийской версии The X Factor. На радиостанциях США «Move» появился в ротации 18 февраля 2014 и достиг 38 места в хит-параде радиостанции. Песня достигла номера три в чарте Великобритании, номера 5 в Ирландии, номера 19 в Японии и номера 12 в Новой Зеландии. Также сингл попал в чарты Австралии, Бельгии, Нидерландов и Словакии. «Move» получил золотой статус в Австралии (продано более 35 000 копий) и в Великобритании (продано более 400 000 копий). «Little Me» была выбрана в качестве второго сингла из альбома. Песня была написана в соавторстве с TMS и Йеном Джеймсом. 21 ноября 2013 Little Mix разместили на «YouTube» видеообращение, в котором они поведали о том, что вторым синглом из альбома станет «Little Me», поскольку эта песня много значит для них и была написана во время раздумий о поклонниках. Песня достигла номера 14 в Великобритании, номера три в Армении, номера 15 в Испании и номера 16 в Нидерландах. Также сингл попал в чарты Австралии, Исландии и Ливана.
Группа сделала кавер на песню группы Cameo «Word Up!» как официальный сингл для Sport Relief 2014.
5 апреля 2014 Little Mix анонсировали, что заглавный трек «Salute» будет выпущен в качестве третьего сингла. 28 апреля сингл получил ротацию на радиостанциях Великобритании. Премьера клипа на сингл состоялась 1 мая. За первые 24 часа клип посмотрели более миллиона раз. EP сингла на iTunes вышел 1 июня 2014.
В декабре 2013 группа анонсировала Британскую и Ирландскую части «The Salute Tour» в поддержку альбома. Даты для североамериканской части тура были добавлены в апреле 2014. Британско-ирландская часть тура началась 16 мая 2014 в Бирмингеме и закончилась 27 июля в Скарборо. Североамериканская часть тура должна была начаться в сентябре 2014, но была отменена из-за работы группы над третьим студийным альбомом.

### 2015—2016:Get Weird
Ходили слухи, что премьера третьего альбома состоится осенью 2014 года, однако, этого так и не случилось. 12 ноября 2014 на официальном аккаунте группы на «YouTube» было размещено видео, из которого фанаты узнали, что Little Mix записали дуэт с британской певицей Джесс Глинн. Кроме того, позже было сообщено, что группа записала дуэт с Джесси Джей.
На премии «Brit Awards 2015», которая состоялась 25 февраля 2015, группа подтвердила, что их альбом завершён и будет выпущен позже в 2015 году. Также девушки сказали, что альбом «имеет совершенно новый звук». В дополнение к 100 песням, которые они написали для своего альбома, группа стала соавторами песни «Pretty Girls» для Бритни Спирс, которая была выпущена 4 мая 2015.
2 апреля стало известно, что первым синглом из третьего альбома станет песня «Black Magic». В конце апреля в Лос-Анджелесе прошли съёмки клипа на песню. Фанатам, которым удалось побывать на съёмках клипа, спросили у Перри Эдвардс о дате выхода песни, на что та ответила, что песня будет выпущена в мае. 15 июля Little Mix объявили, что их третий альбом будет иметь название Get Weird. Его релиз состоялся 6 ноября.
13 марта 2016 начался тур The Get Weird Tour в поддержку одноимённого альбома. Группа посетила более 60 городов в Европе, Азии и Австралии. Лишь в Великобритании было продано свыше 300 000 билетов, что сделало тур самым продаваемым в 2016 году на территории Соединённого Королевства. 11 апреля девушки объявили, что четвёртым синглом из альбома станет композиция «Hair», записанная совместно с Шоном Полом. Выход песни состоялся 15 апреля.

### 2016—2017:Glory Days

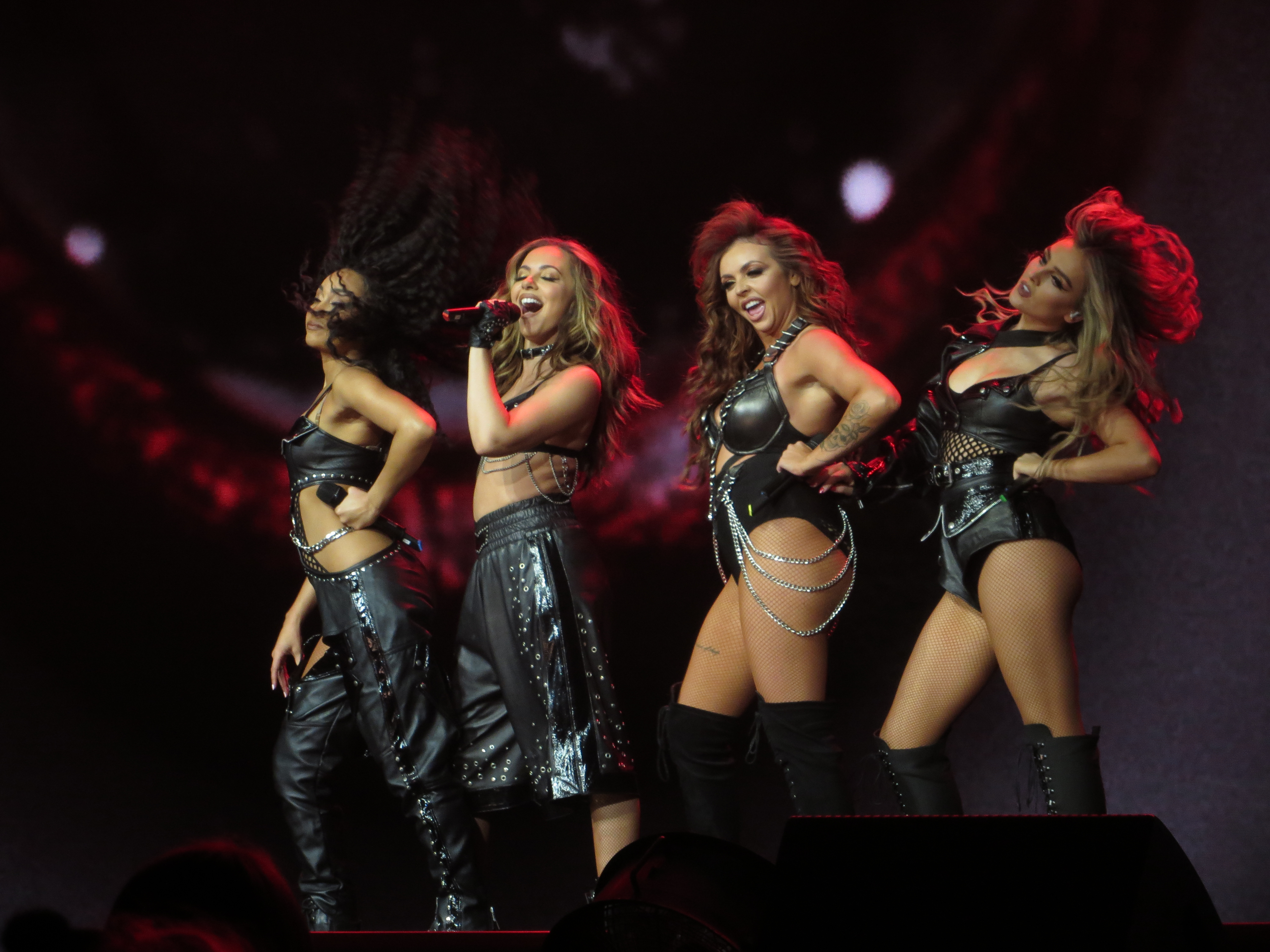
Little Mix на выступлении в Глазго.

9 октября состоялся анонс нового сингла «Shout Out To My Ex», а также было подтверждено, что группа исполнит его в эфире «X Factor». 16 октября состоялась официальная премьера. Сингл стал номером один в чарте UK Singles Chart. Песня оставалась на этой позиции в течение трёх недель пока не опустилась на второе место. 23 октября группа представила трек-лист будущего альбома, получившего название Glory Days и выход которого состоялся 18 ноября. 28 октября состоялась премьера песни «You Gotta Not», автором которой стала Меган Трейнор. 3 ноября состоялась премьера ещё одного трека из нового альбома — «F.U.». 4 декабря 2016 года состоялась премьера второго сингла «Touch». На протяжении пяти недель альбом Glory Days удерживал лидирующие позиции в чарте альбомов Соединённого Королевства.
24 ноября 2017 года группа выпустила переиздание альбома «Glory Days: The Platinum Edition», в который вошли все коллаборации группы с другими артистами на треках с первого издания («Touch» при участии Kid Ink, «Power» при участии Stormzy и «No More Sad Songs» при участии Machine Gun Kelly) и три совершенно новых песни.
22 июня 2018 года вышел сингл «Only You».

### 2018—2019:LM5
12 октября был выпущен сингл «Woman Like Mе». Он был записан при участии Ники Минаж, авторами выступили Джесс Глинн, Эд Ширан и Стив Мак. Сингл возглавил мировой и европейский iTunes и занял 2-ю строчку в UK Singles Chart. 26 октября был выпущен клип на песню. Выступление Little Mix с «Woman Like Me» на премии «MTV EMA 2018» совместно с Ники Минаж и её треком «Good Form» было признано лучшим по мнению издания Billboard.
Вторым синглом из альбома стала композиция «Joan Of Arc», третьим — «Told You So». По заявлениям участниц, пятый альбом в наибольшей степени, чем предыдущие, отражает их взгляды и личности. Выход альбома состоялся 16 ноября.
9 ноября стало известно, что группа разорвала контракт с SYCO Music и переходит в RCA Records в связи с разногласиями между SYCO и Modest Managment, управляющей компанией группы. Уходу способствовало и недовольство участниц политикой лейбла по отношению к ним.
Во время прямой трансляции Джеси Нельсон сообщила, что группа записывает шестой студийный альбом. 26 мая 2019 года было объявлено о предстоящем сингле «Bounce Back». Он был выпущен 14 июня 2019 года. 18 ноября 2019 года Little Mix объявили о выпуске рождественского сингла под названием «One i’ve been Missing». Песня была выпущена 22 ноября 2019 года.

### 2020 — Confetti и уход Джеси
В феврале 2020-го, группа начала снимать реалити-шоу Little Mix: The Search, которое начало транслироваться на BBC One 26 сентября. В марте 2020-го, Pollstar опубликовал список 50 самых прибыльных туров женских исполнителей двух прошедших десятилетий (2000—2019). Little Mix в этом списке стали второй женской группой, уступив только Spice Girls, с прибылью $94,856,997 и 1,757,654 проданными билетами. 27 марта 2020 года, группа выпустила «Break Up Song», лид-сингл их будущего, на тот момент, шестого студийного альбома. Break Up Song стал первым релизом Little Mix, выпущенным под лейблом RCA. В тот же день на песню вышло лирик-видео. Продвижение сингла проводилось полностью дистанционно из-за пандемии COVID-19. 24 июля группа выпустила второй сингл из предстоящего альбома, «Holiday». Песня была анонсирована в социальных сетях 16 июля. Лирик-видео также было опубликовано на Youtube канале группы. 9 октября вышел рекламный сингл «Not A Pop Song». 15 октября группа анонсировала второй рекламный сингл «Happiness», который вышел на следующий день. Их третий сингл, «Sweet Melody», вышел 23 октября, а также клип на эту песню.
Шестой альбом группы, Confetti, вышел 6 ноября 2020 года. Обложка, название и дата релиза были анонсированы 16 сентября 2020. Участница группы Ли-Энн Пиннок охарактеризовала Confetti, как «крупнейший» альбом Little Mix. 8 ноября группа вела премию 2020 MTV Europe Music Awards; они также выступали на церемонии.
После болезни, из-за которой участница группы Джеси Нельсон не смогла появиться на финале шоу Little Mix: The Search и присутствовать на 2020 MTV Europe Music Awards вместе с Перри Эдвардс, Ли-Энн Пиннок и Джейд Фёруолл, 17 ноября 2020-го агент группы заявил, что Джеси покинет группу на некоторое время из-за проблем со здоровьем. 14 декабря 2020 года в её Instagram-аккаунте и в официальном аккаунте Little Mix появилась информация, что Джеси покидает группу. Группа подтвердила, что Little Mix продолжит выступления в виде трио. 8 февраля 2021 года группа перенесла тур «The Confetti Tour»

### 2021—2022: Between Us и уход на перерыв
В январе 2021 года группа получила свой пятый номер один в Великобритании с синглом «Sweet Melody», который достиг вершины «UK Singles Chart» через три месяца после его релиза. 8 февраля 2021 года группа перенесла тур «Confetti Tour» на 2022 год. Первоначально турне должно было начаться в апреле 2021 года, но оно было отложено из-за продолжающейся пандемии COVID-19, а также ради безопасности их команды и фанатов. В марте 2021 года группа появилась на обложке мартовского номера журнала Glamour, что стало их первой журнальной обложкой в виде трио. 31 марта 2021 года группа была объявлена одним из номинантов в категории «Британская группа» на церемонии Brit Awards 2021 года.
21 апреля 2021 года группа анонсировала, что ремикс на песню «Confetti», заглавный трек их последнего альбома, станет четвёртым синглом альбома. Ремикс, с участием американской рэперши Saweetie, был выпущен 30 апреля 2021 года, вместе с видеоклипом. Песня дебютировала на пятнадцатом месте в UK Singles Chart. 29 апреля, за день до релиза «Confetti», группа появилась на обложке журнала Euphoria. В мае 2021 года девушки были объявлены победительницами в категории «Лучшая группа» на церемонии Global Awards 2021 года, и стали первой в истории девичьей группой, получившей награду Brit Award за британскую группу на церемонии Brit Awards 2021 года. В том же месяце Ли-Энн Пиннок и Перри Эдвардс объявили о своей беременности. 13 мая 2021 года группа была показана на канале YouTube «Released» с эксклюзивным акустическим живым исполнением песни "Confetti "после своего эпизода. 14 мая 2021 года гпуппа анонсировала новую музыку, разместив ссылку на сайт, на котором отображался 24-часовой таймер. 15 мая 2021 года, после окончания 24-часового таймера, группа объявила о своем новом сингле «Heartbreak Anthem» совместно с Galantis и Дэвида Гетты, который был выпущен 20 мая 2021 года. В тот же день было выпущено музыкальное видео на песню, режиссёром которого стал Самуэль Дуек. Когда песня провела свою десятую неделю в первой десятке в июле 2021 года, группа стала первой девичьей группой, набравшей 100 недель в первой десятке UK Singles Chart. 21 мая, через день после выхода песни «Heartbreak Anthem», группа появилась на цифровой обложке журнала Hunger. В июне 2021 года стало известно, что Little Mix стали самой воспроизводимой группой на радио Великобритании в 2020 году и шестой в целом.
16 июля 2021 года было объявлено, что в честь десятилетнего юбилея группы Little Mix в лондонском музее Мадам Тюссо будут установлены восковые фигуры. Несмотря на уход Джеси Нельсон из группы в декабре 2020 года, было объявлено, что она все равно будет изображена на одной из фигур, поскольку она была важной частью группы в течение десяти лет их совместной жизни, а восковые фигуры будут изображать группу в одном из их самых популярных музыкальных клипов. Фигуры были представлены на Бейкер-Стрит 28 июля 2021 года и изображают группу в нарядах, использованных в их клипе «Bounce Back» 23 июля группа выпустила песню "Kiss My (Uh Oh) "совместно с Энн-Мари в качестве четвёртого сингла из её второго студийного альбома «Therapy». Музыкальное видео на песню было снято режиссёром Ханной Лакс Дэвис, а премьера состоялась в тот же день на YouTube-канале Энн-Мари. 19 августа группа объявила, что выпустит свой первый альбом величайших хитов «Between Us» в честь десятилетнего юбилея группы. Лид-сингл «Love (Sweet Love)» в поддержку альбома, был анонсирован 30 августа 2021 года и вышел 3 сентября. В октябре 2021 года стало известно, что Little Mix стала девятой по количеству прослушиваний среди исполнительниц XXI века в Соединённом Королевстве и единственной девичьей группой в первой десятке. «Between Us» был выпущен в ноябре 2021 года, в нём было представлено пять новых песен. 11 ноября 2021 года, за день до выхода Between Us, группа появилась на обложках журналов DIY и Attitude в поддержку альбома.
2 декабря 2021 года группа объявила, что после завершения запланированного на 2022 год тура « The Confetti Tour» они уйдут на перерыв, чтобы «восстановить силы» и поработать над сольными проектами. В декабре 2021 года Amazon назвал Little Mix одним из крупнейших артистов 2021 года на Amazon Music. В 2022 году группа получила две номинации на премию Brit Awards, в категории «Группа года» и «Международная песня года» за песню «Heartbreak Anthem».
27 января 2022 года Little Mix была номинирована на музыкальной премии iHeartRadio Music Awards 2022 года в категории «Танцевальная песня года» с песней «Heartbreak Anthem». 3 февраля стало известно, что группа заняла десятое место в рейтинге Sony Music по продажам в мире в 2021 году, а их альбом лучших хитов «Between Us» стал одним из самых продаваемых альбомов в мире в том году.
С апреля по май 2022 года группа отправится в тур «The Confetti Tour», который начнется 9 апреля 2022 года на SSE Arena в Белфасте и завершится 14 мая 2022 года на The O2 Arena в Лондоне. После первого из двух концертов на арене OVO Hydro в Глазго их отметили и вручили им памятную доску в рамке в память о том, что они стали группой, отыгравшей наибольшее количество концертов, и группой с самыми высокими продажами билетов на арене за все время. После их второго выступления арена Ovo Hydro написала в твиттере, что Little Mix также стали обладателями рекорда по «наибольшему количеству билетов, проданных на одно выступление музыкального исполнителя, рассчитанное на всех зрителей» в этом месте.
6 апреля 2022 года группа объявила о том, что состоится прямая трансляция своего последнего тура на арене O2 в Лондоне. Трансляция называется: Little Mix: The Last Show (For Now…) и был доступен как для прямой трансляции, так и для ограниченного кинопросмотра 14 мая 2022 года. Билеты поступили в продажу вместе с мерчендайзом 27 апреля 2022 года, а часть выручки была передана двум благотворительным организациям «Child Poverty Action Group» и «Choose Love». 6 мая 2022 года группа объявила, что планирует воссоединиться в будущем после перерыва после тура «The Confetti Tour». Они заявили, что решили сами управлять своими сольными релизами и не планируют выпускать музыку в одно время друг с другом, чтобы избежать столкновения в чартах. В том же месяце группа появилась на «The One Show», что стало их последним интервью перед перерывом. Ещё до начала перерыва Эдвардс призналась, что они уже планируют сроки своего возвращения, причем она предположила, что их перерыв может продлиться 2,5 года. 21 мая 2022 года Little Mix заняла второе место среди самых богатых знаменитостей в списке Times «The UK Young Music Rich List (30 or Under)» с чистым состоянием в 60 миллионов. 20 июня стало известно, что группа стала четвёртым по количеству прослушиваний артистом 2021 года в Великобритании.

## Участницы

### Ли-Энн Пиннок
Ли-Энн Пи́ннок (англ. Leigh-Anne Pinnock) родилась 4 октября 1991 года в Хай-Уикоме, Бакингемшир, Англия. У неё ямайские и барбадосские корни. У неё есть две старшие сестры: Сара и Сиан-Луиза. Её родители развелись в 2009 году. До участия в The X Factor работала официанткой в Пицца Хат. На прослушивании исполняла песню Рианны «Only Girl (In the World)».
В апреле 2020 года стало известно, что вслед за Джеси Ли-Эн собирается выпустить документальный фильм совместно с BBC о расовой дискриминации и колоризме.

### Джейд Фёруолл
Джейд Аме́лия Фёруолл (англ. Jade Amelia Thirlwall) родилась 26 декабря 1992 года в Саут-Шилдсе, Тайн-энд-Уир, Англия, у матери-одиночки Нормы. У Джейд есть азиатские корни, так же она на 1/4 египтянка и на 1/4 йеменка. Была студенткой и участвовала в различных музыкальных конкурсах. Она дружит с победителем 6-го сезона The X Factor Джо Макэлдерри, который тоже родился в городе Саут Шилдс. Пара даже пела дуэтом. Ранее она уже проходила прослушивания на The X Factor в 2008 и 2010 годах, но прошла только с третьего раза. На прослушивании 2011 исполняла песню The Beatles «I Want to Hold Your Hand». Газета The Mirror сравнила Фёруолл с Шерил Коул, которая является кумиром Фёруолл вместе с Бейонсе. Дайана Росс является кумиром Джейд, именно она вдохновила её стать певицей. Встречалась с Сэмом Крэйском, танцором из коллектива Diversity.
В начале 2016 года стало известно, что Джейд состоит в отношениях с участником группы The Struts — Джедом Эллиотом.

### Перри Эдвардс
Пе́рри Луиза Э́двардс (англ. Perrie Louise Edwards) родилась 10 июля 1993 года в Саут-Шилдсе, Тайн-энд-Уир, Англия, у матери Дэбби Даффи и отца Александра Эдвардса, у неё есть старший брат Джонни и младшая сестра по отцу Кейтлин. На своём первом прослушивании исполнила песню Аланис Мориссетт «You Oughta Know».
Была помолвлена с Зейном Маликом, бывшим участником группы One Direction. В августе 2015 года пара разорвала отношения.
В 2019 году стала лицом итальянского бренда обуви «Superga» и выпустила собственную весенне-летнюю коллекцию. В мае 2019 года журнал Glamour опубликовал первое сольное интервью с Перри, где девушка поделилась опытом борьбы с паническими атаками и тревожностью.

## Бывшая участница

### Джеси Нельсон
Дже́ссика Луи́за «Дже́си» Не́льсон (англ. Jessica Louise "Jesy" Nelson) родилась 14 июня 1991 года в Ромфорде, Лондон, Англия у матери-одиночки Дженис. Есть сестра Джейд и братья Джонатан и Джозеф. До участия в The X Factor работала барменом. На своём первом прослушивании исполнила песню Джазмин Салливан «Bust Your Windows». Во время пребывания на The X Factor она получила множество угроз через интернет и изо всех сил пыталась справиться с этим. C марта 2012 года по июнь 2013 года встречалась с Джорданом Банджо, танцором из коллектива Diversity.Осенью 2013 (примерно в ноябре) Джеси и Джордан Банджо снова сошлись, но уже в июне 2014 вновь прекратили свои отношения. С лета 2014 (примерно июль) Джеси встречается с солистом группы Rixton — Джейком. В июле 2015 Джейк сделал ей предложение.
В марте 2019 года Джеси сообщила, что совместно с BBC подготовит документальный фильм о психическом здоровье. Съемкам этого фильма поспособствовал собственный опыт девушки на ранних стадиях карьеры группы, когда она испытывала на себе огромное давление в интернете из-за своей внешности. Позже в самом фильме она расскажет, что из-за этого предприняла попытку суицида в 2013 году. Датой релиза было назначено 12 сентября того же года. Коллеги по группе — Перри, Ли-Энн и Джейд — также приняли участие в съемках, чтобы рассказать, как травля Джеси влияла на их совместную работу. Фильм получил название «Odd One Out», премьера состоялась на BBC Three и iPlayer. Фильм выиграл в номинации «Лучший документальный фильм» на двух премиях: «National Television Awards» и «Visionary Honours Awards».

## Дискография
- DNA (2012)
- Salute (2013)
- Get Weird (2015)
- Glory Days (2016)
- LM5 (2018)
- Confetti (2020)

## Туры
Хэдлайнер:
- DNA Tour (2013)
- The Salute Tour (2014)
- The Get Weird Tour (2016)[144]
- Summer Shout Out Tour (2017)
- The Glory Days Tour[англ.] (2017)
- Summer Hits Tour (2018)
- LM5 Tour (2019)[145]
- The Confetti Tour (2022)[146]

Поддержка:
- The X Factor Live Tour (2012)
- Деми Ловато — Neon Lights Tour (2014)
- Ариана Гранде — Dangerous Woman Tour (2017)

## Видеоклипы
| Cannonball              | 2011 |  |  |
| Wings                   | 2012 |  |  |
| DNA                     | 2012 |  |  |
| Change Your Life        | 2013 |  |  |
| How Ya Doin'?           | 2013 |  |  |
| Move                    | 2013 |  |  |
| Little Me               | 2013 |  |  |
| Word Up!                | 2014 |  |  |
| Salute                  | 2014 |  |  |
| Black Magic             | 2015 |  |  |
| Love Me Like You        | 2015 |  |  |
| Secret Love Song        | 2016 |  |  |
| Hair                    | 2016 |  |  |
| Shout Out to My Ex      | 2016 |  |  |
| Touch                   | 2017 |  |  |
| No More Sad Songs       | 2017 |  |  |
| Power                   | 2017 |  |  |
| Reggaeton Lento (Remix) | 2017 |  |  |
| Only You                | 2018 |  |  |
| Woman Like Me           | 2018 |  |  |
| Bounce Back             | 2019 |  |  |
| Wasabi                  | 2020 |  |  |
| Break Up Song           | 2020 |  |  |
| Holiday                 | 2020 |  |  |
| Sweet Melody            | 2020 |  |  |
| Confetti                | 2021 |  |  |
| Heartbreak Anthem       | 2021 |  |  |
| Kiss My (Oh-Uh)         | 2021 |  |  |
| Love (Sweet Love)       | 2021 |  |  |

## Награды и номинации
| Год  | Церемония                            | За что номинированы                              | Категория                                               | Результат |
| ---- | ------------------------------------ | ------------------------------------------------ | ------------------------------------------------------- | --------- |
| 2012 | Glamour Women of the Year Awards     | Little Mix                                       | - Группа года                                           | Номинация |
| 2012 | Nickelodeon Kids’ Choice Awards      | Little Mix                                       | - Любимая британская группа - Лучший британский новичок | Номинация |
| 2012 | 4Music Video Honours                 | Little Mix                                       | - Лучший прорыв - Лучшая группа                         | Номинация |
| 2013 | Virgin Media Awards                  | Little Mix                                       | - Лучшая группа                                         | Номинация |
| 2013 | BBC Radio 1 Teen Awards              | Little Mix                                       | - Лучшая британская группа                              | Номинация |
| 2013 | Nickelodeon Kids' Choice Awards      | Little Mix                                       | - Любимая британская группа                             | Номинация |
| 2013 | Cosmopolitan Ultimate Women Awards   | Little Mix                                       | - Ultimate Export                                       | Победа    |
| 2013 | The Sun Bizarre Readers Awards       | Little Mix                                       | - Лучшая женская группа                                 | Победа    |
| 2014 | Glamour Women Of The Year Awards     | Little Mix                                       | - Группа года                                           | Победа    |
| 2014 | Nickelodeon Kids' Choice Awards      | Little Mix                                       | - Любимая британская группа                             | Номинация |
| 2014 | Japan Gold Disc Awards               | Little Mix                                       | - Лучший новый артист - Лучший новый артист года        | Победа    |
| 2014 | Radio Disney Music Awards            | Песня Wings                                      | - Лучшая танцевальная песня                             | Номинация |
| 2014 | Shorty Awards                        | Little Mix                                       | - Лучший британец в социальных сетях                    | Номинация |
| 2014 | Popjustice’s Twenty Quid Music Prize | Песня Move                                       | - Лучшая песня года                                     | Победа    |
| 2014 | Pure Beauty Awards                   | Косметическая линия Little Mix Eye Pallette      | - Лучший новый продукт                                  | Победа    |
| 2014 | PopCrush Music Awards                | Little Mix                                       | - Лучший новый артист                                   | Победа    |
| 2014 | Capital Loves Awards                 | Little Mix                                       | - Лучшая группа                                         | Номинация |
| 2014 | 4Music Video Honours                 | Little Mix                                       | - Лучшая женская группа                                 | Победа    |
| 2015 | Glamour Women Of The Year Awards     | Little Mix                                       | - Группа года                                           | Номинация |
| 2015 | Nickelodeon Kids' Choice Awards      | Little Mix                                       | - Любимый британский артист                             | Номинация |
| 2015 | Shorty Awards                        | Little Mix                                       | - Лучшая группа                                         | Номинация |
| 2015 | BBC Radio 1 Teen Awards              | Little Mix                                       | - Лучшая британская группа                              | Номинация |
| 2015 | MTV Europe Music Awards              | Little Mix                                       | - Лучший британский & ирландский артист                 | Победа    |
| 2015 | MTV Europe Music Awards              | Little Mix                                       | - Мировой артист: Европа                                | Номинация |
| 2016 | BBC Radio 1 Teen Awards              | Песня Black Magic                                | - Лучший британский сингл                               | Номинация |
| 2016 | BRIT Awards                          | Песня Black Magic                                | - Британский сингл года                                 | Номинация |
| 2016 | BRIT Awards                          | Видеоклип на песню Black Magic                   | - Британское видео года                                 | Номинация |
| 2016 | Nickelodeon Kids' Choice Awards      | Little Mix                                       | - Любимый британский артист                             | Номинация |
| 2016 | Nickelodeon Kids' Choice Awards      | Видеоклип на песню Black Magic                   | - Лучшее британское видео                               | Номинация |
| 2016 | Shorty Awards                        | Little Mix                                       | - Лучший музыкант                                       | Номинация |
| 2016 | MTV EMA                              | Little Mix                                       | - Лучший британский и ирландский артист                 | Победа    |
| 2016 | Teen Choice Awards                   | Little Mix                                       | - Лучший международный исполнитель                      | Победа    |
| 2016 | Teen Choice Awards                   | Песня Secret Love Song                           | - Лучшая песня о любви                                  | Номинация |
| 2016 | MTV Spain                            | Видеоклип на песню Shout Out To My Ex            | - Видео года                                            | Номинация |
| 2016 | Glamour Women Of The Year            | Little Mix                                       | - Группа года                                           | Победа    |
| 2017 | BRIT Awards                          | Little Mix                                       | - Лучшая британская группа                              | Номинация |
| 2017 | BRIT Awards                          | Песня Shout Out To My Ex                         | - Лучший британский сингл                               | Победа    |
| 2017 | BRIT Awards                          | Видеоклип на песню Hair (при участии Шона Пола)  | - Лучшее британское видео                               | Номинация |
| 2017 | Nickelodeon Kids' Choice Awards      | Little Mix                                       | - Всемирно любимая музыкальная звезда                   | Победа    |
| 2017 | Radio Disney Music Awards            | Песня Shout Out To My Ex                         | - Лучшая песня о расставании                            | Победа    |
| 2017 | Glamour Women Of The Year Awards     | Little Mix                                       | - Группа года                                           | Победа    |
| 2017 | BBC Radio 1’s Teen Awards            | Little Mix                                       | - Лучшая британская группа                              | Победа    |
| 2017 | CelebMix Awards                      | Little Mix                                       | - Лучшая группа                                         | Номинация |
| 2017 | CelebMix Awards                      | Тур Glory Days Tour                              | - Лучший тур                                            | Номинация |
| 2017 | MTV EMA                              | Little Mix                                       | - Лучший британский & ирландский артист                 | Номинация |
| 2017 | Silver Clef Awards                   | Little Mix                                       | - Лучшее живое исполнение                               | Победа    |
| 2017 | Teen Choise Awards                   | Little Mix                                       | - Лучшая группа                                         | Номинация |
| 2017 | Teen Choise Awards                   | Песня Shout Out To My Ex                         | - Лучший сингл группы                                   | Номинация |
| 2017 | Teen Choise Awards                   | Little Mix                                       | - Лучшая группа лета                                    | Номинация |
| 2017 | Latin Music Italian Awards           | Little Mix                                       | - Лучший международный женский артист & группа года     | Победа    |
| 2017 | Latin Music Italian Awards           | Песня Reggaeton Lento (Remix) (при участии CNCO) | - Лучшая латинская коллаборация года                    | Победа    |
| 2018 | iHeart Radio Music Awards            | Песня Reggaetón Lento (Remix) (при участии CNCO) | - Лучший ремикс                                         | Победа    |
| 2018 | Billboard Latin Music Awards         | Little Mix                                       | - Crossover Artist of the Year                          | Номинация |
| 2018 | Brit Awards                          | Песня Touch                                      | - Британский сингл года                                 | Номинация |
| 2018 | Brit Awards                          | Видеоклип на песню Touch                         | - Британское видео года                                 | Номинация |
| 2018 | Global Awards                        | Little Mix                                       | - Лучшая группа                                         | Победа    |
| 2018 | Global Awards                        | Little Mix                                       | - Лучший британский артист или группа                   | Победа    |
| 2018 | Global Awards                        | Little Mix                                       | - Лучший поп-артист                                     | Номинация |
| 2018 | Global Awards                        | Песня Power (при участии Stormzy)                | - Лучшая песня                                          | Победа    |
| 2018 | BBC Radio 1 Teen Awards              | Little Mix                                       | - Лучшая британская группа                              | Победа    |
| 2018 | Attitude Awards                      | Little Mix                                       | - Почетная награда ЛГБТ-активистов                      | Победа    |
| 2018 | MTV EMA                              | Little Mix                                       | - Лучший британский & ирландский артист                 | Победа    |
| 2019 | BRIT Awards                          | Woman Like Me (Music Video)                      | Британское видео года                                   | Победа    |
| 2021 | BRIT Awards                          | Little Mix                                       | - Группа года                                           | Победа    |

## Комментарий
1. ↑  Неопределённый перерыв